# Франц Вильгельм Прусский
Франц Вильгельм Виктор Кристоф Стефан, Принц Прусский (нем. Franz Wilhelm Victor Christoph Stephan, Prinz von Preußen; род. 3 сентября 1943) — немецкий бизнесмен из рода Гогенцоллернов, правнук кайзера Вильгельма II, бывший муж Марии Владимировны Романовой. В период брака (1976—1986) кирилловцы именовали его великий князь Михаил Павлович.

## Биография
Родился в городе Грюнберг (Силезия). Старший сын прусского принца Карла Франца (1916—1975) от первого брака с княжной Генриеттой фон Шёнайх-Каролат (1918—1972).
У него был брат-близнец, принц Фридрих Кристиан, который умер через три недели после рождения. В сентябре 1946 года родители Франца-Вильгельма развелись.
Изучал юриспруденцию и экономику в университетах Майнца и Франкфурта-на-Майне, затем работал за границей.
В 2002 году принц Франц Вильгельм вместе с Теодором Танценом основал инвестиционную компанию Prinz von Preussen, которая реставрирует старые здания в Германии. В 2004 году он приобрёл берлинскую королевскую фабрику фарфора, тем самым предотвратив её банкротство. Состоял в редакционной коллегии воссозданного Готского альманаха.

## Браки и дети
На одном из приёмов в резиденции главы прусского королевского дома принца Луи Фердинанда познакомился с Марией Владимировной Романовой (род. 1953), единственной дочерью Владимира Кирилловича Романова и его жены Леониды Георгиевны. Вскоре пара решила заключить брак. На встрече с родителями невесты Франц Вильгельм получил их одобрение и выразил согласие принять на себя обязательства как будущего супруга главы Российского Императорского Дома, что подразумевало принятие православия. Помолвка состоялась 11 июля 1976 года на романовской вилле «Кер Аргонид» во французском Сен-Бриаке.
21 июля 1976 года Франц Вильгельм в русской Свято-Сергиевской церкви в Париже через миропомазание перешёл в православную веру с именем Михаил Павлович. В тот же день его будущий тесть Владимир Кириллович пожаловал ему титул великого князя, а затем орден святого Андрея Первозванного. Подписал брачный договор, согласно которому обязался воспитывать потомство в православной вере и заранее признал принадлежность своих будущих детей от этого брака к «Российскому Императорскому Дому» Романовых.
4 сентября 1976 года в Динаре (Франция) был официально оформлен брак. Церковная брачная церемония по православному обряду состоялась 22 сентября 1976 года в Мадриде в церкви Святых Апостола Андрея Первозванного и Великомученика Димитрия Солунского.
В браке родился единственный ребёнок — Георгий Михайлович (род. 13 марта 1981, Мадрид), рассматриваемый частью российских монархистов как законный наследник царского престола.
С 1984 года проживал в Мадриде. В 1985 году брак был расторгнут, после чего Франц Вильгельм утратил великокняжеский титул и вернулся к своему первоначальному титулу принца Прусского, оставшись при этом в православной вере. Русская Православная Церковь расторгла брак в июне 1986 года.
В 2019 году женился во второй раз на давней подруге Надии Нур (англ. Nadia Nour).

## Титулы
- 3 сентября 1943 — 22 сентября 1976 — Его Королевское Высочество Принц Франц Вильгельм Прусский
- 22 сентября 1976 — 19 июня 1986 — Его Императорское и Королевское Высочество Великий Князь Михаил Павлович, Принц Прусский
- 19 июня 1986 — настоящее время — Его Королевское Высочество Принц Франц Вильгельм Прусский

## Награды
- Кавалер Большого креста с цепью ордена Чёрного орла (дом Гогенцоллернов)
- Кавалер Большого креста Священного Военного Константиновского ордена Святого Георгия (дом Бурбон-Сицилийский)
- Кавалер Ордена Святого апостола Андрея Первозванного (дом Романовых)